# Бендомін
Бендомін (пол. Będomin) — село в Польщі, у гміні Нова Карчма Косьцерського повіту Поморського воєводства.
Населення — 147 осіб (2011).
У 1975-1998 роках село належало до Гданського воєводства.

## Демографія
Демографічна структура станом на 31 березня 2011 року:
|          | Загалом | Допрацездатний вік | Працездатний вік | Постпрацездатний вік |
| -------- | ------- | ------------------ | ---------------- | -------------------- |
| Чоловіки | 72      | 19                 | 46               | 7                    |
| Жінки    | 75      | 18                 | 48               | 9                    |
| Разом    | 147     | 37                 | 94               | 16                   |